# Stoomgemaal Mastenbroek

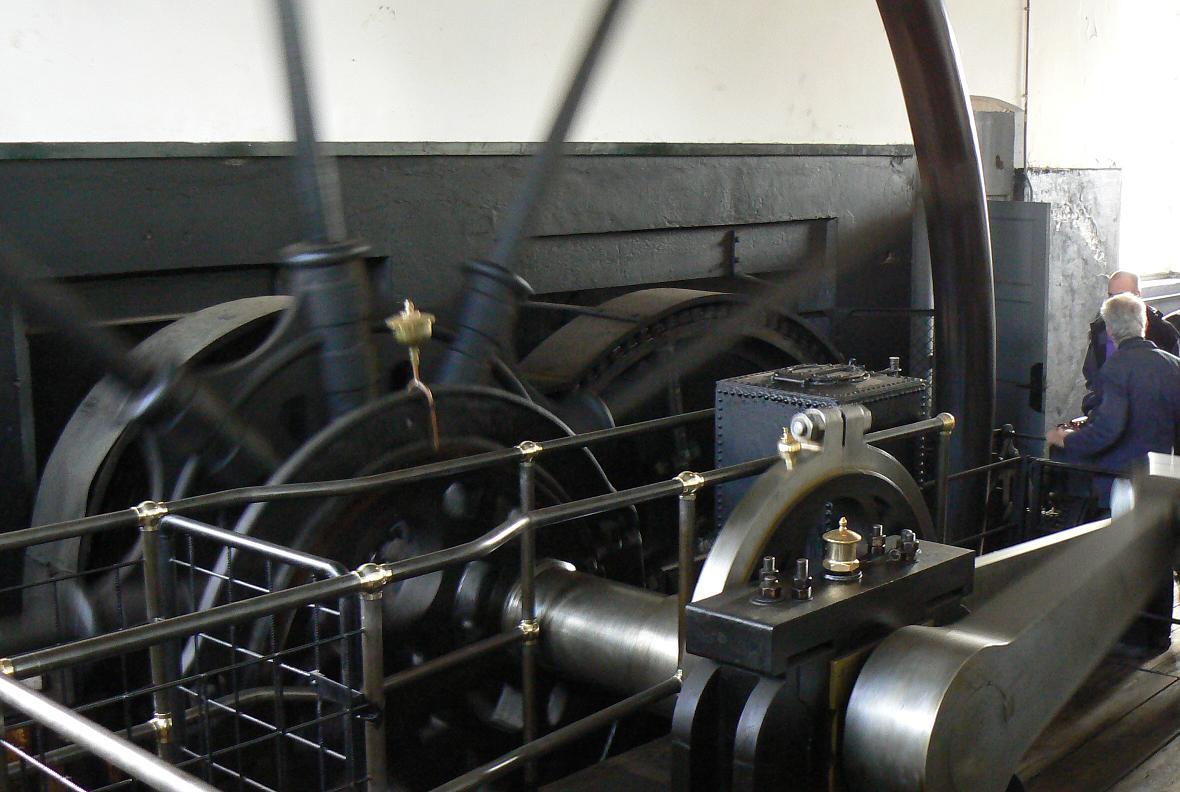
Het vliegwiel van de stoommachine

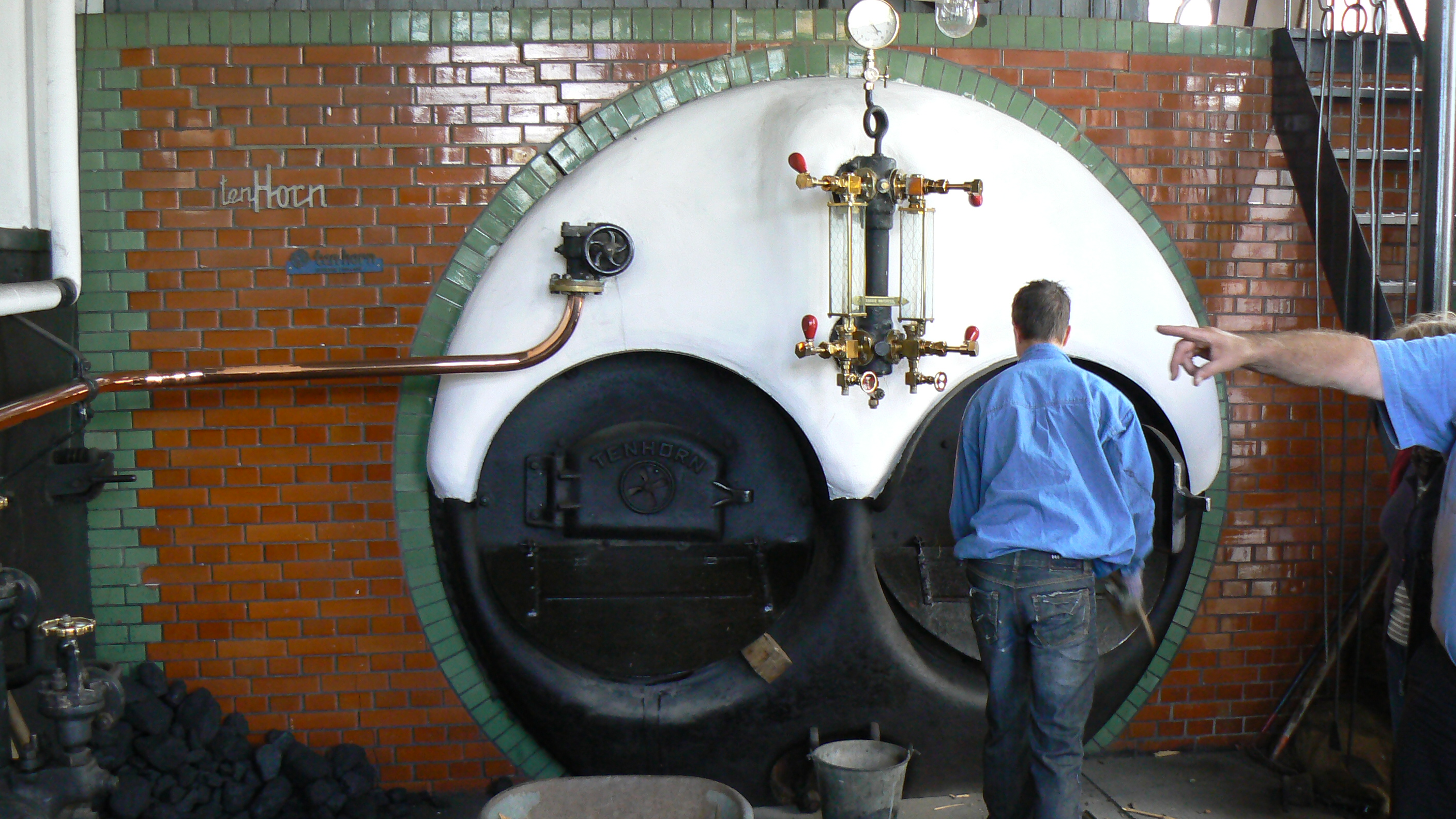
De stoomketel

Het Stoomgemaal Mastenbroek staat aan de Kamperzeedijk, tussen Kampen en Genemuiden, bij het afwateringskanaal de Veneriete. Het stoomgemaal is in 1855 gebouwd om de Mastenbroekerpolder te bemalen. Het heeft dienstgedaan tot 1961, toen een elektrisch gemaal de functie overnam. Het gemaal staat in de 'Top 100 van de Rijksdienst voor de Monumentenzorg' uit 1990.

## Bouw en uitrusting
Het stoomgemaal van de polder Mastenbroek werd in 1855-1856 gebouwd naar een ontwerp van de Beyerinck en Van Diggelen.
De stoomketel en de stoommachine staan in een gebouw onder het schilddak, met ernaast het schepraderenhuis ook onder een schilddak met puntgevel aan de achterzijde. Naast deze gebouwen staat nog een schoorsteen.
Het inventaris is nog compleet, waaronder de ketel met twee vuurgangen, een horizontale dubbelwerkende eencilinder-stoommachine geleverd door de machinefabriek "De Atlas" in 1856, tandwieloverbrenging en twee originele schepraderen van gietijzer en hout.
In 1977 is het gemaal een rijksmonument geworden.

### Technische gegevens van de installaties
| Stoomketel:       |                                                                                              |
| Fabrikant         | Ten Horn, Veendam, 1926                                                                      |
| Type              | Lancashire met twee vuurgangen uit 1962, het is een tankketel met ombouw                     |
| Lengte            | 8500 mm                                                                                      |
| Diameter          | 2500 mm                                                                                      |
| Inhoud            | 26 m³                                                                                        |
| Stoommachine:     |                                                                                              |
| Fabrikant         | Mij. 'De Atlas' te Amsterdam 1856                                                            |
| Type              | 1 cilinder, horizontale, dubbelwerkende expansiemachine met injectiecondensor                |
| Diameter cilinder | 740 mm                                                                                       |
| Zuigerslag        | 2440 mm                                                                                      |
| Stoomdruk         | 4 atmosfeer                                                                                  |
| Vermogen          | 93 pk bij 10 omwentelingen/minuut                                                            |
| Drijfstang        | gesmeed; tegen knik beschermd door essenhouten lijf.                                         |
| Vliegwiel         | 7,50 m gietijzeren velg van 300 mm doorsnede                                                 |
| Gewicht           | ca. 16.000 kg                                                                                |
| Pomphuis:         |                                                                                              |
| aantal schepraden | twee                                                                                         |
| Diameter          | 6000 mm                                                                                      |
| Breedte           | 2x 2150 mm                                                                                   |
| Pompvermogen      | 390 m³/minuut bij een opvoerhoogte van 0,6 meter, een der schepraden kan worden afgekoppeld. |

## Restauratie
Het gemaal heeft een ingrijpende restauratie ondergaan. In 2000 werden scheuren in muren waargenomen als gevolg van aangetaste funderingspalen. In 2002 kwam een reconstructieplan gereed. De periode 2003-2010 was nodig om de definitieve plannen, de daarbij behorende financiering en de uitvoering van het restauratieplan van zowel het ondergrondse als het bovengrondse deel van het gemaal te realiseren. Inmiddels is het gemaal gerestaureerd en voorzien van een museum en bezoekerscentrum. Het technische gedeelte van het stoomgemaal is helemaal origineel, compleet en in werking.